# 加里宁区 (特维尔州)
56°51′28″N 35°55′19″E / 56.85778°N 35.92194°E
加里寧區（俄语：Калининский район），是俄羅斯的一個區，位於該國西部，由特維爾州負責管轄，面積4,244.7平方公里，2010年該區人口52,047，人口密度每平方公里12.26人。